# Parlez-moi de lui
Singles de Cher
Gypsys, Tramps & Thieves
(1971) Living in a House Divided
(1972)
Parlez-moi de lui est une chanson écrite par Jack Diéval et Michel Rivgauche et est notamment interprétée par Dalida (1966), par Françoise Hardy (1968) et par Cher (1972, en anglais sous le titre The Way of Love).
Écrite en 1960, la chanson était appelé au début J'ai le mal de toi. Au milieu des années 1960 elle a été enregistrée sous ce titre par Colette Deréal.
En 1965, la première version en anglais "The Way of love" est enregistrée par la chanteuse britannique Kathy Kirby. Elle sera reprise par Cher au début des années 1970.  
La chanteuse Eva enregistre en 1965 une adaptation allemande "Weisst Du Wie Das Ist" signée Walter Leissle.  
L'EP 45 tours de Dalida comprenant la chanson Parlez-moi de lui est paru en 1966 chez Barclay.
Françoise Hardy a publié sa version sur l'album Françoise Hardy (communément appelé Comment te dire adieu) en 1968.
Une chanson de même titre, alternativement intitulée Il ne pense qu'à toi, fut composée en 1973 par
Hubert Giraud et Jean-Pierre Lang pour Nicole Croisille.

## Listes des titres

### Version de Colette Deréal
EP 7" 45 tours Ma chance c'est toi / Le Tyrolien / J'ai le mal de toi / Toi et ton sourire (1965, Polydor 27 190)
A1. Ma chance c'est toi
A2. Le Tyrolien
B1. J'ai le mal de toi
B2. Toi et ton sourire

### Version de Dalida
EP 7" 45 tours Je t'appelle encore / Modesty / Parlez-moi de lui / Baisse un peu la radio (1966, Barclay 70 997)
A1. Je t'appelle encore (2:48)
A2. Modesty (2:19)
B1. Parlez-moi de lui (2:48)
B2. Baisse un peu la radio (2:40)
Single promo jukebox 7" (1966, Barclay 60718)
A. Parlez-moi de lui (2:48)
B. Modesty (2:19)

### Classements
Parlez-moi de lui / Baisse un peu la radio par Dalida,
| Classement (1966)                       | Meilleure position |
| --------------------------------------- | ------------------ |
| Belgique (Wallonie Ultratop 50 Singles) | 45                 |
| Italie (FIMI)                           | 35                 |